# Malacopterygii
En los inicios de la ictiología, Peter Artedi distinguió en su Historia Piscium el orden de los malacopterigios como uno de los cinco órdenes de peces (Malacopterygii, Acanthopterygii, Branchiostegi, Chondropterygii, y Plagiuri). Aunque esta clasificación no es seguida en la actualidad, se ha mantenido en numerosas obras, desde Cuvier hasta comienzos del siglo XX. En español contemporáneo es un término en desuso, sinónimo parcial de teleósteo.

## Etimología
"Malacopterigio" es un compuesto de la moderna terminología científica formado a partir de dos términos del griego antiguo, el μαλακός (malakós, "blando") y πτερύγιον (pterýgion "aleta").